# Sint-Barbarakerk (Breda)
De Sint-Barbarakerk is een voormalige kerk en kathedraal van het bisdom Breda. De kerk stond achter de Prinsenkade en nabij de Haagdijk in de binnenstad van Breda. Het was een neogotische vijfbeukige kruiskerk naar een ontwerp van Pierre Cuypers. In 1865 werd aan de Prinsenkade begonnen met de bouw en in 1869 werd de kerk voltooid, met slechts een toren, in plaats van de geplande drie. Pas op 18 februari 1875 werd de kerk ingewijd. Een orgel van de firma Anneessens werd in 1883 gebouwd.

## Bredase kathedralen
Toen het Apostolisch vicariaat Breda in 1853 omgezet werd in een volwaardig bisdom, werd de Sint-Antoniuskerk de eerste kathedraal, maar deze voormalige parochiekerk was vrij klein en straalde niet het gewenste prestige uit. 
In 1876, een jaar na de wijding, werd de Sint-Barbarakerk tot kathedraal verheven. Toen het in 1968 zeker was dat deze kerk gesloopt zou worden, is de functie van kathedraal overgenomen door de Michaëlkerk in het Brabantpark. Toen ook deze gesloopt werd, is de Sint-Antoniuskerk in 2001 op verzoek van bisschop Muskens opnieuw de kathedrale kerk van het bisdom geworden.

## Ontwerp

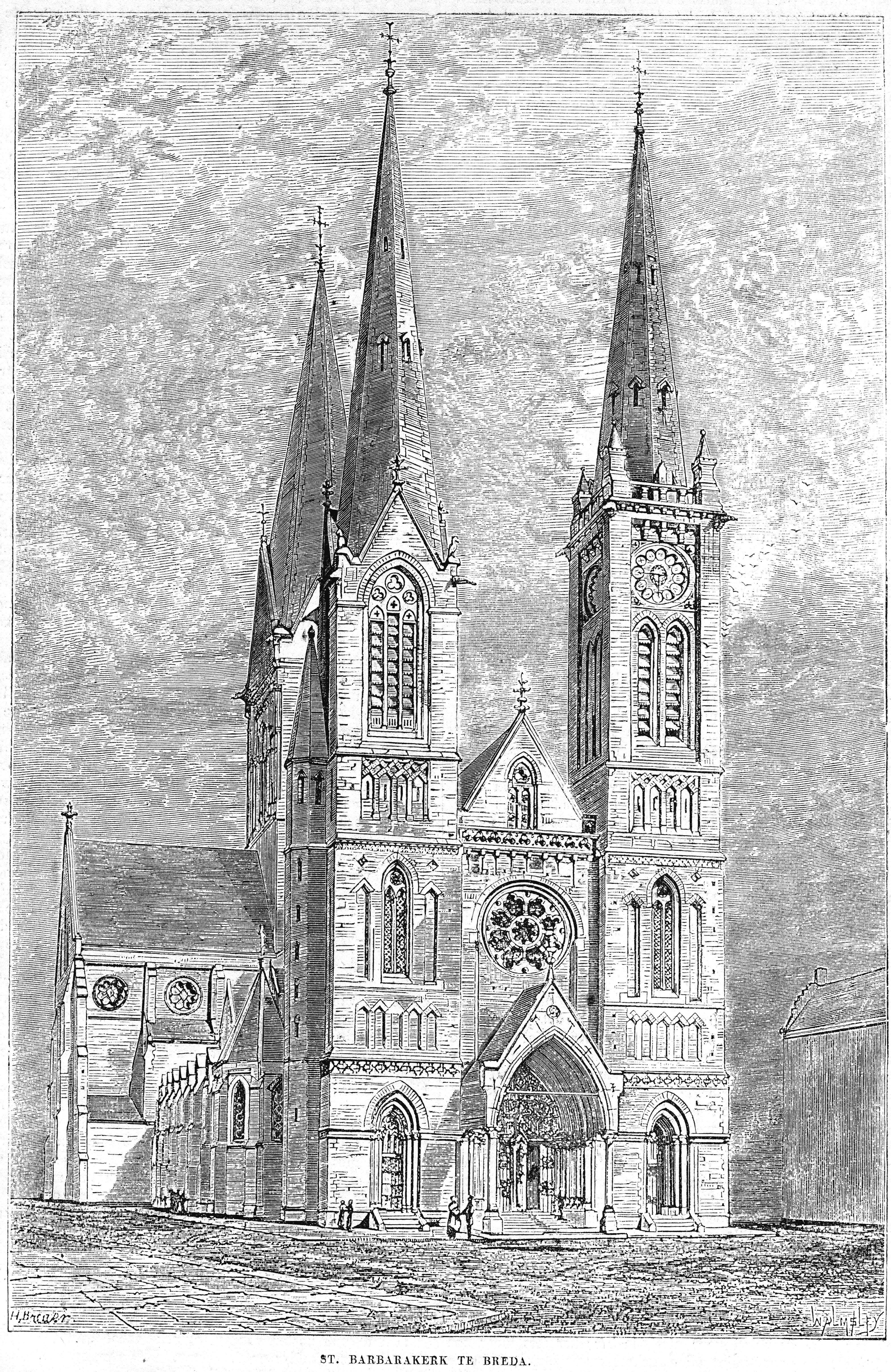
St.Barbarakerk te Breda, gravure door Brewer en Walmsley, Katholieke illustratie 1869-1870

Van de drie geplande torens is alleen de centrale kruisingstoren voltooid. De twee torens van de oostelijke entree zijn nooit afgebouwd. Een prent van H.W. Brewer naar het ontwerp van Cuypers toont, dat de kruisingstoren en de van buitenaf gezien linkse fronttoren in Cuypers' ontwerp achtkantige spitsen tussen vier topgevels hadden. Bij de rechtse toren was het muurwerk vlak opgetrokken tot ongeveer gelijk met de puntgevels van de linker toren. Deze spits was omgeven met vier hoektorentjes.

## Sluiting en afbraak
In de jaren 1960 werd besloten dat de kerk gesloten en afgebroken moest worden. De sluiting vond plaats in 1968 en de afbraak in 1969 en 1970.